# É
É, éは、Eにアキュート・アクセントを付した文字である。フランス語、イタリア語、オランダ語、スペイン語、カタルーニャ語、ポルトガル語、チェコ語、スロバキア語、アイスランド語、ハンガリー語等で使われる。
フランス語では/e/の発音を表す。ポルトガル語、スペイン語では、Eに強勢がある場合に、この文字が使われる事がある。チェコ語、スロバキア語ではEの長音を表す。アイスランド語では/jɛ/=/jE/.
ハンガリー語でEは/ɛ/（非円唇前舌半広母音）だが、この文字は非円唇前舌半狭母音の長音/eː/である。
英語では通常用いられないが、「Pokémon」（ポケットモンスター）と「saké」（酒）のように外来語で例外的な発音をするときに用いられることがある。

## その他
中国語では第二声を示す。

## 符号位置
| 大文字 | Unicode | JIS X 0213 | 文字参照               | 小文字 | Unicode | JIS X 0213 | 文字参照               | 備考 |
| ------ | ------- | ---------- | ---------------------- | ------ | ------- | ---------- | ---------------------- | ---- |
| É      | U+00C9  | 1-9-32     | &Eacute; &#xC9; &#201; | é      | U+00E9  | 1-9-63     | &eacute; &#xE9; &#233; |      |